# Daniel Haaksman
Daniel Haaksman (* 1968 in Rom) ist ein deutscher DJ, Musikproduzent, Journalist und Labelbetreiber.

## Leben
Daniel Haaksman begann seine DJ-Karriere Ende der 1980er Jahre in Frankfurt am Main. Seit 1997 lebt er in Berlin.
Neben seinen musikalischen Aktivitäten war Daniel Haaksman auch in der Kunstvermittlung beschäftigt. 1998 war er Co-Kurator der ersten Berlin Biennale, für die er den „Congress 3000“ kuratierte und organisierte. 1999 gründete er zusammen mit Jörg Koch und Oskar Melzer in Berlin die Galerie „FFWD“ die sich bis 2001 mit zahlreichen Ausstellungen zu Design, Photographie und Architektur einen Namen machte.
Mit seinen Compilations „Dub Infusions“ (Best Seven/Sonar Kollektiv), sowie die Gründung seines ersten Labels Essay Recordings (zusammen mit Shantel) wurde Daniel Haaksman Ende der neunziger Jahre, Anfang der nuller Jahre als DJ erstmals einem größeren Publikum bekannt. Zusammen mit seinem Bruder Felix remixte er zu diesem Zeitpunkt unter dem Namen „Haaksman+Haaksman“ Künstler wie Ray Baretto, Gotan Project, Shantel, Boban Markovic Orkestar, Stereotyp, u. v. a. Das Markenzeichen von „Haaksman+Haaksman“-Remixen war die elektronische Adaption von diversen tropischen Musikstilen wie Reggaeton, Cumbia und Soca.
2004 stellte Daniel Haaksman mit der Veröffentlichung seiner Compilation Rio Baile Funk Favela Booty Beats („Essay Recordings“), den Baile Funk, den Sound der Favelas von Rio de Janeiro, einem internationalen Publikum vor und gab dem Genre mit dem Begriff (Baile Funk) einen neuen Namen. In Brasilien nennt man die Musik (Funk Carioca).
2005 gründete Haaksman „Man Recordings“. Brasilianische Künstler wie João Brasil, Sany Pitbull, Deize Tigrona, Edu K, Mr.Catra, MC Gringo oder DJ Sandrinho veröffentlichten auf „Man Recordings“ ihre internationalen Debüts. Darüber hinaus beauftragte Haaksman Künstler wie Diplo, Switch, Crookers oder Sinden (die später M.I.A., Santigold oder Black Eyed Peas produzierten) mit Remixen oder eigenen Baile Funk-Produktionen für Man Recordings im Rahmen der Reihe „Funk Mundial“. Mit über einhundertdreissig Veröffentlichungen feierte „Man Recordings“ 2023 achtzehnjähriges Bestehen.
2008 veröffentlichte Daniel Haaksman seine Debüt-EP Who’s Afraid Of Rio? und ist seitdem auch als Produzent, Künstler und Solo-Remixer tätig. Seitdem fabrizierte er Remixe u. a. für Dom Salvador E Abolição, Waldemar Bastos, Crystal Fighters und Madera Limpia. 2009 erschien seine Gostoso EP und weitere Remix-Aufträge für Gotan Project, Phenomenal Handclap Band, Riva Starr, Edu K, Schlachthofbronx u. a. 2010 und 2011 folgten weitere Veröffentlichungen.
2016 veröffentlichte Haaksman das Album African Fabrics, das zahlreiche Kollaborationen mit afrikanischen Sängern wie Tony Amado, Dama do Bling, Spoek Mathambo oder Tshila enthält.
Von Januar 2013 bis Juni 2016 moderierte Haaksman beim ehemaligen ARD-Radiosender Funkhaus Europa die wöchentliche Radio-Sendung Luso FM.
Als freier Musikjournalist schreibt Haaksman seit 1995 und hat unter anderem in Publikationen wie FAS, FAZ, Zeit Magazin, Spiegel Online, Der Tagesspiegel, Intro, Spex, Groove und Rolling Stone veröffentlicht.
Im Oktober 2013 veröffentlichte Haaksman gemeinsam mit der Fotografin Esther Friedman und dem Designer Stefan Weil das Buch The Passenger – Iggy Pop 1976-1983.
2019 veröffentlichte Haaksman das Album "With Love, From Berlin", auf dem internationale Gesangs- und Musikertalente aus Berlin zusammen kamen, u. a. Cibelle, Dengue Dengue Dengue, Coco Maria, Paul St. Hilaire, Kalaf Epalanga, Robert Owens und K.ZIA.
2023 erschien, in Zusammenarbeit mit der chilenischen Sängerin Malagüera, das Album "Sonido Lava", auf dem u. a. Kollaborationen mit Felipe Cordeiro, Çantamarta und Los Bulldozer ertönen.

## Diskografie

### Alben
- 2023 Sonido Lava (Man Recordings)
- 2019 With Love From Berlin Remixes (Man Recordings)
- 2019 With Love From Berlin (Man Recordings)
- 2016 African Fabrics Remixes(Man Recordings)
- 2016 African Fabrics (Man Recordings)
- 2012 More Rambazamba (Man Recordings)
- 2011 Rambazamba (Man Recordings)
- 2009 Rio Baile Funk Breaks (mit DJ Sandrinho und DJ Beware) (Man Recordings)

### Compilations
- 2020 V.A. Daniel Haaksman Black Atlantica Edits (BBE)
- 2017 V.A. Daniel Haaksman Remixes 2008-2017(Man Recordings)
- 2011 V.A. Daniel Haaksman Presents Tecno Brega(Man Recordings)
- 2009 V.A. Bossa Do Morro (Universal Germany)
- 2008 V.A. Daniel Haaksman Presents Funk Mundial (Man Recordings)
- 2006 V.A. More Rio Baile Funk Favela Booty Beats (Essay Recordings)
- 2004 V.A. Rio Baile Funk Favela Booty Beats (Essay Recordings)
- 2001 V.A. More Dub Infusions (Best Seven)
- 1999 V.A. Dub Infusions 1989-1999 (Best Seven)

### Singles
- 2008: Who’s Afraid Of Rio? feat. MC Jennifer (Man Recordings, Kat.Nr. Man 031)
- 2008: Who’s Afraid Of Remix? (Man Recordings, Kat.Nr. Man 033)
- 2009: Gostoso EP (Man Recordings, Kat.Nr. Man 039)
- 2009: Gostoso Remix (Man Recordings, Kat.Nr. Man 041)
- 2010: Hands Up EP (Man Recordings, Kat.Nr. Man 049)
- 2011: Rap Da Silva EP feat. Bani Silva (Man Recordings, Kat.Nr. Man 058)
- 2011: Copabanana EP (Man Recordings, Kat.Nr. Man 059)
- 2012: Paragon mit Wildlife! (Man Recordings, Kat.Nr. Man 068)
- 2013: Lemba ft. Coréon Dú (Man Recordings, Kat. Nr. Man 077)
- 2013: Lemba Remix ft. Coréon Dú (Man Recordings, Kat. Nr. Man 079)
- 2013: Toma Que Toma (Man Recordings, Kat.Nr. Man 081)
- 2014: Split Screen w/ Dre Skull (Man Recordings, Mix Pak, Man 083)
- 2015: Sabado ft. Bulldozer (Man Recordings, Kat.Nr. Man 086)
- 2016: Rename The Streets (Man Recordings, Kat.Nr.: Man 091)
- 2016: Akabongi ft. Spoek Mathambo (Man Recordings, Kat. Nr.: Man 093)
- 2018: Fun Fun Fun / Aná Aná Aná (Man Recordings, Kat. Nr.: Man 100)
- 2018: Overture(Man Recordings, Kat. Nr.: Man 106)
- 2019: La Añoranza ft. Coco Maria, Dengue Dengue Dengue, Ori Kaplan (Man Recordings, Kat. Nr.: Man 109)
- 2019: 24-7 ft. Robert Owens + K.ZIA (Man Recordings, Kat. Nr.: Man 110)
- 2019: Corpo/Sujeito ft. Cibelle (Man Recordings, Kat. Nr.: Man 111)
- 2020: Porque Te Vas ft. Coco Maria (Man Recordings, Kat. Nr.: Man 117)
- 2020: LLuvia ft. Çantamarta (Man Recordings, Kat. Nr.: Man 120)
- 2021: Vem (Man Recordings, Kat. Nr.: Man 122)
- 2021: La Habanera ft. Naré (Man Recordings, Kat. Nr.: Man 124)
- 2022: La Mujer Dormida ft. Malagüera (Man Recordings, Kat.Nr.: Man 130)
- 2022: Magma (Man Recordings, Kat.Nr.: Man 131)
- 2023: Brujaft. Malagüera (Man Recordings, Kat.Nr.: Man 132)
- 2023: Supervivencia ft. Çantamarta (Man Recordings, Kat. Nr.: Man 133)
- 2023: Sonido Lava (Man Recordings, Kat.Nr.134)
- 2023: Dança Del Fuego ft. Malagüera (Man Recordings, Kat.Nr. 135)
- 2023: Tudo ft. Deize Tigrona (HiYaself Records)